# The Hateful Eight
The Hateful Eight è un film del 2015, scritto e diretto da Quentin Tarantino e interpretato da Samuel L. Jackson, Kurt Russell, Jennifer Jason Leigh, Walton Goggins, Demián Bichir, Tim Roth, Michael Madsen, Channing Tatum e Bruce Dern.
Si tratta del secondo film con ambientazione western di Tarantino dopo Django Unchained. Il film è stato annunciato nel novembre 2013, per poi venire cancellato pochi mesi dopo, quando la sua sceneggiatura è trapelata in rete. In seguito Tarantino ha riscritto parte della sceneggiatura, modificandone il finale, e ha dato il via alla produzione, le cui riprese sono iniziate l'8 dicembre 2014 presso Telluride, in Colorado.
Distribuito negli Stati Uniti dalla Weinstein Company, il regista ha optato per una distribuzione limitata a partire dal 25 dicembre 2015 in pellicola Ultra Panavision 70mm, un formato inutilizzato da circa cinquant'anni. In digitale e su larga scala è stato distribuito dal 24 gennaio, mentre in Italia le due date di uscita sono state rispettivamente il 28 gennaio 2016 per la versione in pellicola e il 4 febbraio per quella digitale.
Con i suoi 187 minuti è il film più lungo di Tarantino. Fu ben accolto dalla critica, non superando tuttavia gli incassi record dei suoi predecessori Bastardi senza gloria e Django Unchained. La colonna sonora è stata interamente composta dal compositore italiano Ennio Morricone, che per tale lavoro ricevette un Premio Oscar, un Golden Globe, un BAFTA e un Critics' Choice Awards.

## Trama

### Capitolo uno: L'ultima diligenza per Red Rock
Nel 1877, nel paesaggio invernale del Wyoming si fa strada una diligenza mentre una bufera è in arrivo. I passeggeri, il cacciatore di taglie John Ruth e la latitante Daisy Domergue, sono diretti verso la città fittizia di Red Rock, dove l'uomo, soprannominato Il boia per via della sua abitudine di portare vivi fino al patibolo tutti i suoi prigionieri, consegnerà alla giustizia la ricercata, la quale verrà poi impiccata da un boia per una taglia di 10000 $. 
Lungo la strada la carrozza, guidata dal cocchiere O.B. Jackson, incontra una vecchia conoscenza di Ruth: il maggiore Marquis Warren, un ex-soldato di colore dell'Unione divenuto un famigerato cacciatore di taglie, colto dalla bufera mentre sta trasportando i cadaveri di tre criminali fino a Red Rock per riscuoterne a sua volta la taglia. Inizialmente John Ruth non vorrebbe prendere a bordo un altro individuo, per paura che questo possa essere in combutta con Domergue e che cerchi di liberarla. Finisce però per dare un passaggio al maggiore, che aveva conosciuto a Chattanooga, il quale è interessato solamente ai cadaveri dei suoi banditi che valgono in tutto 8000 $, a patto che questo lasci le armi al cocchiere. Parlando con Ruth, Warren gli mostra una lettera che lui afferma essere stata scritta a lui dal presidente Abramo Lincoln in persona, suo amico di pennino. Ruth legge la lettera e ne rimane profondamente colpito, mostrando profondo rispetto per Warren.

### Capitolo due: Figlio d'un cane
Sulla strada per Red Rock la diligenza incontra anche Chris Mannix, un rinnegato del Sud che sostiene di essere stato eletto nuovo sceriffo della città verso la quale il gruppo si dirige. Prima di far salire Mannix a bordo della diligenza, Ruth stringe un patto con Warren: John lo aiuterà fino a quando questi non avrà riscosso la taglia delle sue tre vittime, e in compenso il maggiore farà lo stesso con lui per condurre alla forca la prigioniera.
Mannix, che mal sopporta l'esito finale della guerra di secessione, racconta ai passeggeri il motivo della triste fama di Warren: durante la guerra civile, il maggiore fu catturato e portato in un campo di prigionia sudista, da cui riuscì a evadere incendiandolo. Nell'incendio perirono ben 47 uomini e per questo i confederati misero una cospicua taglia sulla testa di Warren (abolita formalmente dopo la fine della guerra). Tuttavia quest'ultimo, tornato nell'Unione, fu congedato dall'esercito con disonore quando si scoprì che 37 delle vittime erano in realtà prigionieri di guerra nordisti.

### Capitolo tre: L'emporio di Minnie
Mentre la bufera infuria, i quattro passeggeri e O.B. trovano accoglienza presso il noto emporio di Minnie. Con loro sorpresa, però, non trovano ad attenderli i soliti proprietari, cioè Minnie e suo marito Sweet Dave, bensì quattro facce che non hanno mai visto prima. I quattro sono Bob, un messicano che dice di occuparsi del locale in assenza della proprietaria che a suo dire è partita con il marito per visitare sua madre, il boia cittadino Oswaldo Mobray, il cowboy Joe Gage e l'anziano generale confederato Sanford "Sandy" Smithers.
Ruth cerca di fare subito la conoscenza degli altri ospiti, in modo da poter capire se si può fidare davvero di loro. Warren è apertamente ostile al generale Smithers, avendo assistito alle atrocità perpetrate da quest'ultimo contro la gente di colore durante la guerra. Mannix invece è onorato di trovarsi alla presenza di Smithers, dato che anche suo padre aveva combattuto la guerra di secessione, e il generale era una leggenda per tutti i sudisti.
Nella stalla Warren aiuta il messicano a sistemare i cavalli, e comincia a sospettare che qualcosa non quadri: gli sembra infatti strano che all'interno del locale tutti tengano in testa il proprio cappello (cosa severamente proibita da Minnie). Inoltre, giudica inverosimile il fatto che il particolarmente pigro Sweet Dave e la proprietaria Minnie, persona notoriamente poco sentimentale, abbiano lasciato l'emporio per andare a nord a trovare la madre di lei. Peraltro Warren sostiene di non aver mai sentito parlare di questa madre.
Rientrati anche loro all'interno dell'emporio, cominciano le prime rivalità: il generale non vuole parlare con Warren in quanto persona di colore e suo avversario durante la guerra, mentre Chris vuole proteggere il vecchio combattente dalle molestie di quel "negro insolente". Durante la cena vengono alla luce due rivelazioni, entrambe per bocca di Warren: la prima riguarda la famosa lettera che egli asseriva essergli stata scritta personalmente da Abramo Lincoln; questa in realtà, a detta di Warren, non sarebbe che un foglio da lui falsificato per guadagnarsi il rispetto dei bianchi e farsene beffe. Questo lascia offeso e ferito Ruth, che aveva creduto fermamente all'aneddoto "patriottico".
La seconda rivelazione riguarda il figlio di Smithers, morto misteriosamente anni prima: dopo aver messo una delle sue pistole vicino alla poltrona del vecchio, Warren gli narra di come suo figlio avesse cercato di ucciderlo dopo la guerra per incassarne la taglia. Disarmato e tenuto sotto minaccia da Warren, il giovane aveva pregato di risparmiargli la vita, raccontandogli la storia della sua famiglia e rivelandogli quindi chi fosse il padre. A questo punto, divertito dalla sorte e terribilmente vendicativo, il maggiore lo aveva fatto spogliare completamente e lo aveva costretto a camminare nella gelida neve fino al momento in cui, esanime, il figlio di Smithers non gli aveva chiesto che una coperta. Per concedergli questo "privilegio", Warren lo aveva costretto a praticargli una fellatio, prima di togliergli spietatamente la vita o lasciarlo morire congelato.
Umiliato e infuriato, il generale afferra la pistola posta al suo fianco dal maggiore e tenta di sparargli, ma quest'ultimo riesce ad anticiparlo, sfoderando l'altra pistola e uccidendolo. Ruth, Mobray e perfino Mannix devono concordare sul fatto che, anche se architettato, l'omicidio di Smithers è stato un atto di legittima difesa da parte del maggiore. Il cadavere del vecchio viene quindi portato sul retro dell'emporio e la parentesi viene chiusa.

### Capitolo quattro: Domergue ha un segreto
Qualcosa è però accaduto mentre Warren provocava Smithers, qualcosa di cui solo Daisy si è accorta: una mano misteriosa ha avvelenato il caffè. O.B. e Ruth sono i primi a bere il caffè e poco dopo subiscono i brutali effetti dell'avvelenamento, che provoca loro conati di vomito e di sangue, sopravvenuti provvidenzialmente nel momento in cui anche Mannix è in procinto di berne un sorso. Il cocchiere muore per primo, mentre Ruth stramazza a terra sopra alla sua prigioniera, colpendola ripetutamente al volto per averlo preso in giro, prima che lei gli afferri la pistola dalla cintura e lo finisca con un colpo in pieno petto.
Warren prende in mano la situazione, puntando le sue pistole contro Bob, Mobray, Gage e Mannix, ordinando loro di rimanere con la faccia rivolta verso il muro, disarmando Daisy e gettando poi la chiave delle manette che la tengono incatenata al cadavere di Ruth nella stufa, impedendole così di liberarsi. Il maggiore, sicuro dell'innocenza di Mannix poiché Mannix stesso aveva quasi bevuto il caffè avvelenato, gli consegna una delle sue pistole. I due investigatori improvvisati, mentre passano in rassegna tutte le teorie del caso, giungono a una conclusione, quella che dapprima avevano creduto essere solo una paranoia da parte di Ruth: almeno uno dei tre superstiti è in combutta con la ragazza, ed è lì per liberarla, subito dopo aver ucciso il cacciatore di taglie. Le uniche due cose che non avevano previsto erano la bufera e che Ruth viaggiasse con altri passeggeri, il che ha complicato non poco il piano.
Mannix punta su Gage, ma Warren è fin troppo insospettito da Bob. Non crede infatti che lui, un messicano (etnia disprezzata dalla proprietaria), sia stato messo da Minnie e Sweet Dave a badare all'emporio, bensì che li abbia uccisi e nascosti da qualche parte per poi fingersi il gestore sostitutivo del posto. L'ispanico ha però un alibi di ferro per quanto riguarda l'avvelenamento del caffè, essendo stato seduto a suonare il pianoforte per tutta la durata del discorso del maggiore a Smithers. Altri due dettagli confermano qualcosa di sospetto: lo stufato, fin troppo buono per essere stato fatto dal maldestro Bob, aveva il tocco di Minnie, che quindi probabilmente lo aveva preparato la mattina stessa, mentre il messicano aveva sostenuto che la donna fosse partita da una settimana, e la poltrona di Sweet Dave, su cui Warren nota una macchia di sangue che qualcuno ha tentato di nascondere. Sicuro della colpevolezza di Bob, il maggiore lo crivella di colpi per poi fargli esplodere il cranio.
Per ottenere una confessione da Mobray o da Gage, Warren minaccia di far bere il resto del caffè avvelenato a Daisy se uno dei due non si deciderà a parlare. A questo punto Gage confessa la sua colpevolezza, risvegliando l'entusiasmo di Mannix, che aveva sospettato fin da subito del cowboy. L'entusiasmo dei due "investigatori" viene però subito spezzato, perché un altro uomo, nascosto in una botola sotto il pavimento, spara ai genitali del maggiore: ciò scatena la reazione improvvisa di Mobray, che recupera un'arma nascosta e spara a Mannix, ferendolo gravemente, ma venendo colpito a sua volta. Gage, disarmato, è l'unico a non essere colpito.

### Capitolo cinque: I quattro passeggeri
Ore prima, la mattina dello stesso giorno, una diligenza guidata da due amici di Minnie, Ed e Judy, giunge all'emporio con a bordo Mobray, Gage e Bob, insieme con un quarto uomo, Jody. La banda entra all'interno della baita, dove si trovano Minnie, il marito Sweet Dave, seduto sulla sua amata poltrona a giocare a scacchi con il generale Smithers, di sosta all'emporio, e alcuni dipendenti. Dopo una serie di moine e lusinghe, i quattro compiono una strage, uccidendo spietatamente tutti tranne il generale, poiché ritengono che la sua presenza possa rendere molto più credibile lo scenario che vogliono costruire.
Jody si occupa così di spaventarlo, mettendolo in guardia sull'opportunità di provare a parlare e a dire qualcosa in presenza di chi arriverà quella sera, ovvero Ruth. Il generale però mostrerà una forte presenza di spirito, dichiarando il suo totale disinteresse, per quello che sta succedendo, e che tutto quello che accade lì nel Wyoming non gli importa. Jody resta ammirato dalle parole del vecchio e alla fine suggellano l'accordo.
La banda, di cui Jody è il capo, sta infatti attendendo che il cacciatore di taglie faccia sosta all'emporio per coglierlo di sorpresa e liberare Daisy, l'amata sorella di Jody. I quattro si disfano dei cadaveri gettandoli nel pozzo e nascondono delle armi in vari punti del locale, poi si preparano e attendono l'arrivo di Ruth e Daisy. Quando giunge la diligenza, Jody si nasconde sotto al pavimento mediante una botola, mentre Bob esce ad accogliere gli ospiti.

### Ultimo capitolo: Uomo nero, inferno bianco
Si ritorna al presente. Warren è sdraiato sul letto, ferito, e di fianco a lui si trova Mannix, anch'egli ferito. Entrambi perdono sangue, mentre dall'altro lato dell'emporio si trovano Mobray (il cui vero nome è Pete Hicox), in condizioni critiche, Gage (in realtà Grouch Douglas) e Daisy, che giace al suolo ancora legata al cadavere di Ruth. Mannix e Warren intimano a Jody di gettare entrambe le sue pistole e di uscire dal nascondiglio, minacciando di uccidere la sorella. Il giovane esegue quanto richiesto dai due, ma fa appena in tempo a scambiare uno sguardo e poche parole con Daisy che viene ucciso dalla pistola di Warren, che gli sbriciola il cranio.
Scioccata, la donna tenta di convincere Mannix a fare un accordo con lei: potrà prendersi il cadavere di Marco (il vero nome del messicano), portarlo a Red Rock, riscuotere la taglia posta sulla sua testa e diventare sceriffo, mentre lei e gli altri scapperanno verso il Messico con altri quindici membri della banda, che sono in attesa nella cittadina. Questi, nel caso Daisy venisse uccisa, si vendicherebbero su Mannix e il maggiore (che non potrebbero fuggire dall'emporio prima del loro arrivo per via delle ferite e della bufera), per poi mettere a ferro e fuoco la stessa Red Rock. Se vuole partecipare al patto, Mannix dovrà però disfarsi di Warren. Pete a sua volta offre il suo corpo, sapendo di essere destinato a morire per la ferita al ventre. Warren lo fa tacere sparandogli nuovamente, mentre Grouch afferra una pistola nascosta precedentemente sotto il tavolo e tenta di sparare verso i due, che però lo precedono e lo uccidono. A questo punto l'ultima rimasta è Daisy, e il maggiore punta la sua arma verso di lei. Ha però finito le munizioni e gli è quindi impossibile ucciderla. Warren si rivolge così a Mannix chiedendogli di passargli la pistola che gli aveva precedentemente dato; questi però non esegue ciò che gli è stato chiesto e si mette a trattare con Daisy, alzando la sua ricompensa fino a comprendere anche i corpi di Pete e Grouch.
Alzatosi a forza in piedi e recatosi verso di lei, Mannix inaspettatamente rifiuta l'accordo, mostrandosi così un uomo della giustizia fino in fondo e dissipando ogni dubbio sulle sue affermazioni di essere lo sceriffo di Red Rock. Poiché quando il caffè era stato avvelenato, lei non aveva fatto niente per impedire che anche lui lo bevesse, potrebbe aver mentito anche sugli ipotetici quindici ulteriori membri della banda. Stremato dall'emorragia l'uomo cade però a terra svenuto. Daisy non si fa sfuggire l'occasione e amputa con un machete il braccio ammanettato di Ruth, liberandosi e apprestandosi a recuperare una pistola mentre Warren, immobilizzato nel letto, esorta al risveglio l'incosciente Mannix. Questi rinviene all'ultimo momento, sparando alla donna e ferendola. Pronto a finirla, viene fermato da Warren all'ultimo momento: entrambi sono consapevoli che non vivranno ancora a lungo, e Warren, rammentando che Ruth stava conducendo Daisy a Red Rock per condurla viva alla forca, vuole onorare le sue ultime volontà, impiccandola sul posto.
I due uomini, con le ultime forze che hanno, issano di peso la criminale su una delle travi dell'emporio per poi tirare la fune dalla loro parte e condurre la donna sadicamente alla propria fine. Accasciati entrambi sul letto, i due si trovano ad aspettare insieme la morte. Nei loro ultimi attimi Mannix chiede a Warren di fargli vedere la famosa "lettera di Lincoln". Il maggiore acconsente, porgendola al giovane, che la legge con enfasi e ad alta voce. Entrambi si commuovono nel finale della lettera, in cui Lincoln menziona affettuosamente la moglie Mary. Mannix si complimenta con Warren per il tocco di classe finale, e il maggiore lo ringrazia. Infine Mannix appallottola la lettera e la getta via, per poi appoggiarsi privo di forze al letto dove è adagiato Warren, anche lui ormai quasi esanime.

## Personaggi
- Maggiore Marquis Warren, interpretato da Samuel L. Jackson. Il cacciatore di taglie. Un tempo era stato uno schiavo, ma poi si era arruolato nell'Unione, fino a diventare maggiore. Durante la guerra era stato imprigionato a Wellenbeck, un campo di prigionia sudista in Virginia Occidentale, dal quale era fuggito incendiandolo. Erano morti 47 soldati per l'incendio e la Confederazione aveva messo una cospicua taglia sulla sua testa, che peraltro era decaduta ufficiosamente alla fine della guerra. Quando era tornato nell'Unione era stato congedato con disonore perché tra i morti si era scoperto che 37 erano nordisti. Da allora si guadagna da vivere come cacciatore di taglie. È il più pericoloso, oltre che uno dei più sadici, in particolare con chi ha maltrattato la gente di colore, come con il generale Smithers, o quando rivela di essersi arruolato solo per poter uccidere più bianchi possibili. Porta con sé una lettera che dichiara essere scritta da Abramo Lincoln in persona per lui. È l'ultimo a morire assieme a Mannix, dopo che Jody gli ha sparato nei genitali.[3]
- John Ruth interpretato da Kurt Russell. Il boia. Un cacciatore di taglie chiamato così per la sua abitudine a consegnare vivi i ricercati che cattura e accompagnarli fin sotto la forca. Deve scortare Daisy Domergue fino a Red Rock per poter incassare la cospicua taglia sulla sua testa. È il più meticoloso e sospettoso, non si fida di niente e di nessuno. Adotta ogni mezzo per impedire a chiunque di sottrargli la preda o anche solo di avvicinarsi a lui, il che lo obbliga a tenere tutto il tempo Daisy incatenata a sé per evitare che fugga. È il terzo a morire assieme a O.B. dopo aver bevuto un caffè avvelenato.
- Daisy Domergue, interpretata da Jennifer Jason Leigh. La prigioniera. Una criminale sulla cui testa pende una taglia di 10 000 dollari. Incatenata a Ruth, è decisa più che mai a liberarsi e a scappare. È la più indomabile, oltre che coraggiosa e determinata. Suo fratello Jody e la sua banda hanno un piano per liberarla. Sarà la terzultima a morire, dopo essere stata appesa per il collo da Mannix e Warren.
- Chris Mannix, interpretato da Walton Goggins. Lo sceriffo. Si tratta del figlio minore del capo dei Mannix Manhunters, i Manigoldi di Mannix, il flagello della Carolina del Sud, famoso per aver depredato molte città come ripicca nei confronti della resa incondizionata del Sud. Sostiene di essere il nuovo sceriffo di Red Rock, sebbene Ruth e Warren ne dubitino fino alla fine. Inizialmente lo si vede come un delinquente da poco, razzista verso Warren, tuttavia mostra un lato più umano e patriottico, quando pensa a coloro che sono morti in guerra per il Sud, o con il generale Smithers, mostrando anche un gran rispetto nei suoi confronti (come quest'ultimo ne ha nei confronti del padre di Mannix). A fine film dimostra di avere un gran senso della giustizia, confermando di essere davvero uno sceriffo. È l'ultimo a morire con Warren, dopo che Mobray gli spara nella gamba.
- Bob / Marco, interpretato da Demián Bichir. Il messicano. Dice di essere il sostituto di Minnie, la proprietaria dell'emporio dove si ferma la diligenza. Dal carattere calmo e quasi sempre sorridente, sembra andare d'accordo con Warren. Si scoprirà essere uno della banda di Jody venuto lì a liberarne la sorella, tuttavia Warren sospettava di lui fin da subito, in quanto Minnie disprezzava i messicani, tanto da non farli entrare assieme ai cani, per cui era impossibile che Minnie gli avesse lasciato l'emporio, la cosa più preziosa che lei avesse, mentre era via. Il suo vero nome è Marco. È il quarto a morire, per mano di Warren.
- Oswaldo Mobray / Pete Hicox, interpretato da Tim Roth. Il piccolo uomo. È inglese. Sostiene di essere il boia di Red Rock e incontra Warren, Ruth e Domergue all'emporio di Minnie. Dai modi raffinati e dalla dialettica ricercata, cerca sempre di appianare le divergenze e di allentare la tensione nell'emporio. Si scopre che il suo vero nome è Pete Hicox, uno dei membri della banda di Jody venuti a liberare Daisy. È il sesto a morire, per mano di Warren, dopo aver chiesto a Mannix di uccidere il maggiore e di allearsi con la sua banda, dato che se lo facesse, potrebbe prendersi il suo corpo su cui pende una taglia di 15.000 dollari, dato che sta rischiando di morire dopo che Mannix lo ha ferito con un colpo di pistola allo stomaco.
- Joe Gage / Grouch Douglas, interpretato da Michael Madsen. Il mandriano. Un cowboy che sostiene di recarsi a Red Rock per passare il Natale con la madre. Di lui a parte ciò non si sa assolutamente nulla. Si scopre che il suo vero nome è Grouch Douglas, l'ultimo membro della banda di Daisy. Ha avvelenato il caffè che uccide Ruth e O.B. ed è il settimo a morire, per mano di Mannix e Warren.
- Sanford "Sandy" Smithers, interpretato da Bruce Dern. Il confederato. Ex generale della Confederazione, era considerato una leggenda tra i sudisti. Ora è un uomo stanco e senza più nulla per cui vivere o da perdere: la guerra è finita, sua moglie è morta e il figlio Chester è sparito e si stava dirigendo a Red Rock perché convinto fosse morto e perciò voleva preparagli una lapide. Più avanti nel film scopre che il figlio è stato ucciso in malo modo da Warren a cui stava dando la caccia. È il primo a morire per mano di Warren, dopo aver tentato di sparargli con una pistola lasciata vicino a lui dal maggiore. Si scoprirà che lui sapeva tutto, che aveva assistito, paralizzato dalla paura, alla strage compiuta dalla banda di Jody, e che sempre per paura si era fatto convincere da Jody a tacere su quanto accaduto.
- Jody Domergue, interpretato da Channing Tatum. Il fuorilegge. Sulla sua testa pende una taglia da 50 000 dollari e tutti i membri della sua banda ne valgono almeno 10 000. Daisy è sua sorella e lui farebbe di tutto per liberarla, tanto da compiere una vera e propria strage all'interno dell'emporio di Minnie solo per preparare una trappola a John Ruth. Dopo aver preparato tutto e aver convinto il generale Smithers a non dire una parola al riguardo, si nasconde nella cantina sotto l'emporio e ferirà mortalmente il maggiore Warren dopo avergli fatto saltare i genitali. È il quinto a morire, per mano di Warren, dopo essere stato costretto da Warren a uscire dal suo rifugio.
- O.B. Jackson, interpretato da James Parks. Il cocchiere. Guida lui la diligenza che porta i protagonisti all'emporio di Minnie. È l'unico vero personaggio innocente della storia, oltre a non essere immischiato negli affari dei cacciatori di taglie o dei banditi, ma sarà comunque il secondo a morire, dopo aver bevuto il caffè avvelenato assieme a Ruth.

## Produzione

### Sviluppo

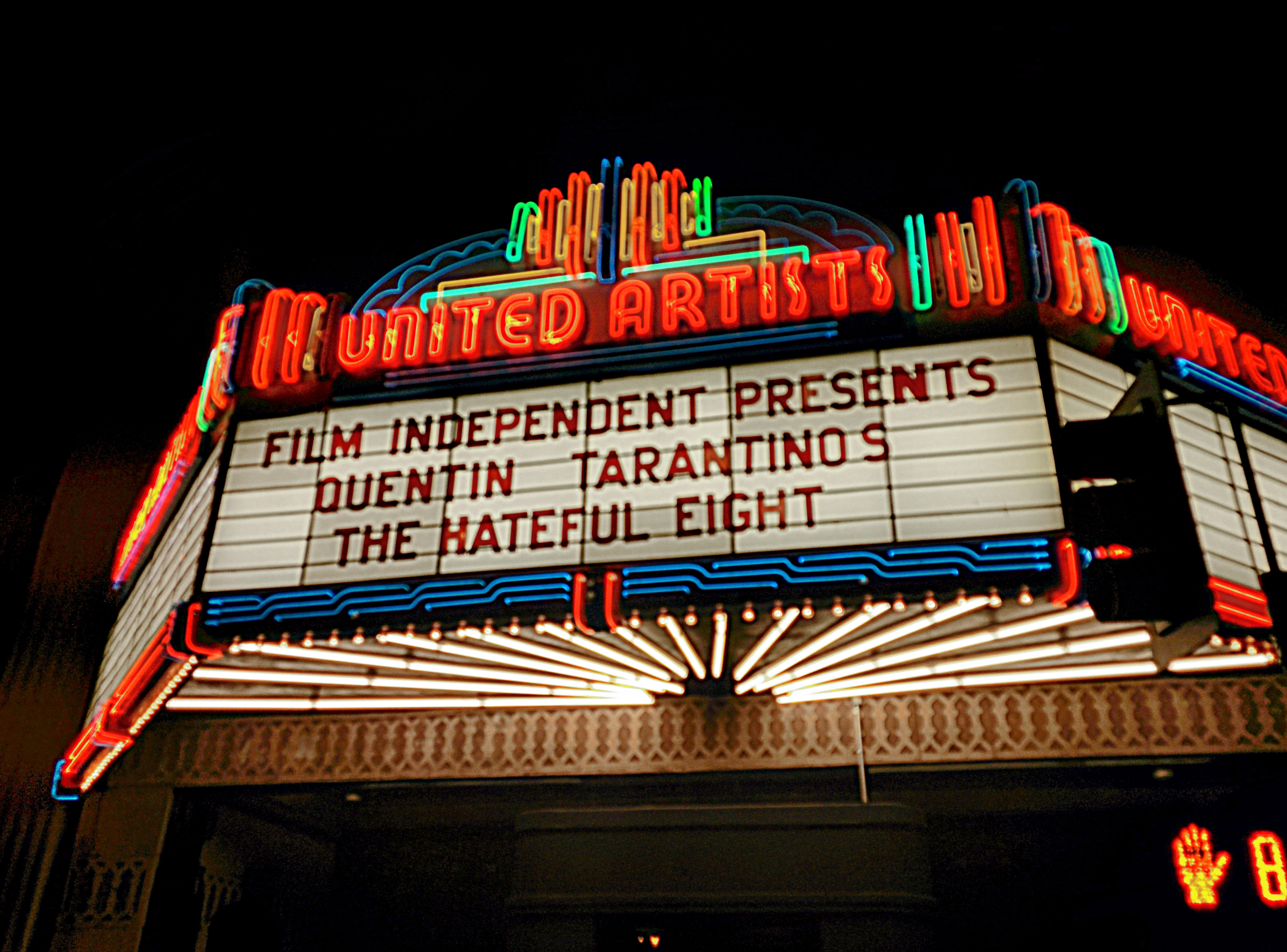
Lettura dal vivo del copione di The Hateful Eight all'Ace Hotel di Los Angeles, parte della serie Live Read, tenutasi il 19 aprile 2014.

Nel novembre 2013 Tarantino ha dichiarato che stava lavorando a un nuovo film e che sarebbe stato un altro western. Ha anche dichiarato che non sarebbe stato un sequel di Django Unchained, sebbene abbia ammesso in un secondo tempo di aver accarezzato l'idea di un sequel sotto forma di romanzo, intitolato Django in White Hell, poi accantonato quando il regista si era reso conto che il personaggio di Django mal si adattava alla storia.
Il 12 gennaio 2014 è stato rivelato che il film si sarebbe intitolato The Hateful Eight. La produzione del film sarebbe incominciata nell'estate del 2014, ma dopo che il copione trapelò su Internet nel gennaio dello stesso anno, Tarantino considerò di abbandonare la produzione del film e di pubblicare la sceneggiatura sotto forma di romanzo.
Il 19 aprile Tarantino tenne una lettura dal vivo della sceneggiatura trapelata all'United Artists Theater nell'Ace Hotel a Los Angeles. L'evento fu organizzato dal Film Independent del Los Angeles County Museum of Art, come parte della serie Live Read e fu introdotto da Elvis Mitchell. Tarantino spiegò che avrebbero letto la prima stesura della sceneggiatura e aggiunse che stava scrivendo due nuove bozze con un finale differente.
Hanno aderito al progetto Samuel L. Jackson, Kurt Russell, Amber Tamblyn, James Parks, Walton Goggins, Zoë Bell, James Remar, Dana Gourrier, Bruce Dern, Tim Roth e Michael Madsen. In quell'occasione il ruolo di Daisy Domergue fu interpretato da Amber Tamblyn, quello di Bob, nella prima stesura un francese invece che un messicano, da Denis Ménochet e quello di Jody da James Remar.

### Ispirazioni
Tarantino ha dichiarato: "The Hateful Eight è più ispirato a Bonanza, Il virginiano e Ai confini dell'Arizona che a un normale film western".
(Quentin Tarantino)
Il film presenta vari tratti in comune con il film La cosa di John Carpenter: dall'ambiente freddo e ostile che costringe i personaggi a rimanere chiusi in un edificio, all'odio e il sospetto crescenti tra i vari protagonisti, senza dimenticare l'attore Kurt Russell e le musiche di Ennio Morricone.
Il film presenta anche molti riferimenti a Il grande silenzio di Sergio Corbucci: oltre alle musiche sempre di Morricone e all'ambiente innevato, vengono riportate alcune situazioni.

### Pre-produzione
Il 28 maggio 2014 Tarantino dichiarò di aver cambiato idea e che avrebbe cominciato le riprese di The Hateful Eight nel mese di novembre, in Colorado, con tutti i membri del cast presenti alla lettura del copione e con una possibile data di uscita fissata per il 2015. Riguardo al cast, Tarantino ha detto: "questo è un film dove [le grandi star del cinema] non funzionerebbero. Deve essere un insieme in cui nessuno sia più importante di qualcun altro". Al San Diego Comic-Con International 2014, Tarantino ha infine confermato il film, e ha dichiarato che stava lavorando a una terza versione del copione.
Il 23 settembre 2014 è stato rivelato che Tarantino aveva valutato anche la partecipazione di Viggo Mortensen al film. Il 9 ottobre, Jennifer Jason Leigh si aggiunse al cast, nel ruolo di Daisy Domergue. Il 5 novembre, è stato annunciato che Channing Tatum aveva firmato per un ruolo importante nel film. Più tardi, lo stesso giorno, The Weinstein Company confermò in un comunicato stampa il cast definitivo, che comprendeva Samuel L. Jackson, Jennifer Jason Leigh, Kurt Russell, Tim Roth, Demián Bichir, Walton Goggins, Michael Madsen e Bruce Dern. Fu riconfermato in seguito il coinvolgimento di Channing Tatum. In seguito, il 23 gennaio 2015, fu annunciato un cast di elementi di sostegno, tra cui James Parks, Dana Gourrier, Zoë Bell, Gene Jones, Keith Jefferson, Lee Horsley, Craig Stark e Belinda Owino.
Per il ruolo di Daisy Domergue furono prese in considerazione Jennifer Lawrence, Geena Davis, Hilary Swank, Katee Sackhoff, Michelle Williams, Robin Wright, Evan Rachel Wood e Demi Moore.
Viggo Mortensen fu contattato per il ruolo di Jody, ma fu costretto a rifiutare a causa di precedenti impegni lavorativi.
Christoph Waltz era stato inizialmente pensato per il ruolo di Oswaldo Mobray, ma dovette anch'egli rifiutare per impegni presi precedentemente e fu sostituito da Tim Roth.
Durante un'intervista al The Huffington Post, pubblicata il 15 dicembre 2015, Tim Roth ha affermato che il suo personaggio, Oswaldo Mobray, è l'antenato di uno dei protagonisti di Bastardi senza gloria: poiché il vero nome del suo personaggio è Pete Hicox, è assai probabile che il personaggio in questione del quale è antenato sia il tenente Archie Hicox (interpretato da Michael Fassbender).
Nella sceneggiatura originale il personaggio di Bob è francese e non messicano.

### Riprese
Le riprese furono fissate per l'inizio del 2015, dopo essere state rinviate da novembre 2014. Ai primi di settembre, le riprese vennero fissate per il mese di gennaio 2015. Il 26 settembre 2014 lo stato del Colorado firmò per finanziare la produzione del film con 5 milioni di dollari, e il film fu completamente girato nel sud-ovest del Colorado. Il 16 ottobre si tenne un incontro al termine del quale la commissione urbanistica della contea di Telluride diede il permesso per la costruzione di un set temporaneo. La lavorazione incominciò l'8 dicembre 2014 al ranch Schmid, nei pressi di Telluride.
In una scena del film, John Ruth (Kurt Russell) afferra e distrugge la chitarra che Daisy Domergue (Jennifer Jason Leigh) stava suonando. Lo strumento in questione era un'autentica chitarra Martin del 1870 prestata dal Martin Guitar Museum di Nazareth, Pennsylvania. Originariamente lo strumento doveva essere sostituito da una copia nella scena della distruzione, ma per un disguido non fu comunicato a Russell, che proseguì come da copione; tutti sul set furono abbastanza scioccati dall'avvenimento, e la reazione incredula della Leigh in quella scena fu genuina. In tutto questo, a detta del montatore del suono Mark Ulano, "Tarantino se ne stava in un angolo con un sorrisetto sulle labbra, soddisfatto della performance ottenuta". Il direttore del museo Dick Boak definì il danno "irreparabile" e dichiarò di non essere stato avvertito che la chitarra, o quantomeno la sua copia, avrebbe dovuto essere distrutta. In seguito all'incidente, il museo ha deciso di non prestare più strumenti antichi alle troupe cinematografiche.

### Fotografia
Il direttore della fotografia Robert Richardson, che aveva già lavorato con Tarantino in Kill Bill - Volume 1, Kill Bill - Volume 2, Bastardi senza gloria e Django Unchained, ha utilizzato per The Hateful Eight una pellicola 70mm. La distribuzione del film risulta la più ampia di tale formato da Cuori ribelli (1992), diretto da Ron Howard. Il film ha utilizzato lenti anamorfiche Panavision, con un aspect ratio di 2,75:1, un ampio formato utilizzato solo da pochi film tra gli anni cinquanta e sessanta, come Ben-Hur, Gli ammutinati del Bounty e Questo pazzo, pazzo, pazzo, pazzo mondo.

## Colonna sonora
Durante la sua partecipazione ai David di Donatello 2015, Quentin Tarantino annunciò che il maestro Ennio Morricone avrebbe composto circa mezz'ora di musica inedita per The Hateful Eight.
L'album discografico di colonna sonora The Hateful Eight è stato pubblicato nel dicembre 2015. La musica è stata composta, orchestrata e diretta da Ennio Morricone. Il disco ha vinto moltissimi premi tra cui il Premio Oscar alla migliore colonna sonora, il Golden Globe per la migliore colonna sonora originale e il BAFTA alla migliore colonna sonora.
Nel film trovano spazio anche alcune tracce che Morricone compose per la pellicola de La Cosa ma che all'epoca vennero scartate. Oltre alle musiche del compositore italiano, a completare la colonna sonora, contribuiscono anche altri artisti come The White Stripes, David Hess e Roy Orbison.

## Promozione
Il 12 agosto 2015 viene diffuso il primo trailer della pellicola. I protagonisti hanno raccontato i loro personaggi in una Video Featurette.
Il teaser trailer versione bootleg del film è stato proiettato nelle sale americane prima dell'inizio del film Sin City - Una donna per cui uccidere (2014) di Frank Miller e Robert Rodriguez.
Il 19 aprile 2014 all'interno del teatro dell'Ace Hotel a Los Angeles è stata organizzata una lettura dal vivo della sceneggiatura di The Hateful Eight. Per questa occasione i ruoli di Bob, Daisy e Jody sono stati interpretati rispettivamente da Denis Ménochet, Amber Tamblyn e James Remar. L'intero ricavato dell'evento è andato in beneficenza.

## Distribuzione
Negli Stati Uniti vi è stata una distribuzione limitata in pellicola 70mm per il 25 dicembre 2015, mentre la versione digitale del film è stata distribuita nei cinema a partire dal 8 gennaio 2016.
In Italia, il film ha avuto una distribuzione limitata nella versione in pellicola 70mm a partire dal 29 gennaio 2016, in soli tre cinema selezionati: l'Arcadia di Melzo, la Cineteca di Bologna e il Teatro 5 di Cinecittà, Roma. In digitale è uscito il 4 febbraio 2016, distribuito da 01 Distribution.

### Versioni alternative
Il film è approdato nei cinema in due versioni differenti, una su pellicola 70mm e una in digitale; oltre alla differenza del formato vi è tra le due versioni una differenza di durata di ben 18 minuti: il regista Tarantino dichiara infatti, in un'intervista a Variety: «La versione da 70mm ha un prologo e un intermezzo, e durerà 3 ore e 2 minuti. Quella digitale è più corta di circa 6 minuti, senza contare l'intermezzo, che dura circa 12 minuti. Certe scene risultano meravigliose e sfavillanti se viste in 70mm, ma nelle copie digitali perdono tutta la loro potenza».

## Accoglienza

### Incassi
The Hateful Eight ha incassato complessivamente 53,6 milioni di dollari al botteghino nordamericano e 98,2 milioni all'estero, per un incasso mondiale di circa 151,9 milioni di dollari, a fronte di un budget di 44 milioni.
Durante la distribuzione limitata in 70mm del 25 dicembre 2015 in 100 sale, il film ha guadagnato 4,88 milioni di dollari nel suo weekend di apertura, risultando 10º nella classifica settimanale statunitense. Il giorno della sua uscita su larga scala, il 30 dicembre, ha incassato 3,5 milioni di dollari, arrivando alla cifra di 15,7 milioni al termine del weekend di apertura, classificandosi terzo dietro a Star Wars - Il risveglio della Forza (90,2 milioni) e Daddy's Home (29,2 milioni). In Italia il film ha incassato nella sua ouverture in 3 cinema 70 millimetri 107.000 euro. Nel suo primo weekend invece è stato primo al box office incassando oltre 3,4 milioni di euro.

### Critica
Sull'aggregatore di recensioni online Rotten Tomatoes il film detiene una percentuale di 75% di giudizi positivi, su un totale di 338 recensioni. Su Metacritic, detiene una media di 68 su 100. Un sondaggio tra gli spettatori all'uscita dalla sala di proiezione effettuato da CinemaScore dà al film un voto medio pari a "B" in una scala da A+ fino a F.
Il critico del Daily Telegraph Robbie Collin scrive del film: "The Hateful Eight è un'epica tavola rotonda, la rappresentazione di un'intera nazione in una singola stanza, un film profondamente cinematografico, ma allo stesso tempo vivo, vibrante e realistico. Solo Tarantino poteva farlo, e c'è riuscito di nuovo". Il critico del The Guardian Peter Bradshaw dà al film un voto di cinque su cinque, definendolo "un romanzo di Agatha Christie con battute, pistole e Samuel L. Jackson [...] intrigante e folle" apprezzandone la struttura da giallo. Secondo Ignatiy Vishnevetsky dell'A.V. Club, la sceneggiatura del film "avrebbe funzionato maggiormente come spettacolo teatrale", ma il critico è comunque positivo con la pellicola, assegnandogli un voto pari ad A-.
Contrariamente, Owen Gleiberman della BBC lo ha definito "il peggior film di Tarantino [...] privo di immaginazione e di mordente". Donald Clarke dell'Irish Times, ha stroncato il film in maniera simile, definendo la sceneggiatura "carente", priva di personaggi memorabili, di coerenza narrativa e "così dannatamente noiosa".

## Controversie

### Boicottaggio da parte della polizia USA
Nell'ottobre 2015 Tarantino presenziò a un raduno della Black Lives Matter, un'associazione ufficialmente impegnata contro la brutalità della polizia nei confronti degli afroamericani, e dichiarò pubblicamente di considerare degli assassini gli agenti responsabili di abuso d'ufficio. Le dichiarazioni di Tarantino riscossero attenzione a livello nazionale da parte dei media e molte associazioni di poliziotti statunitensi incitarono al boicottaggio di The Hateful Eight e degli altri film del regista. Tarantino disse di non essere contro le forze di polizia in generale, ma che non si sarebbe lasciato intimidire dalle richieste di boicottaggio.
Il New York Post definì The Hateful Eight un "disastro al box-office", e aggiunse che il boicottaggio da parte delle forze di polizia aveva svolto un ruolo importante nel rendere il film un flop. Il presidente della Police Benevolent Association, Patrick J. Lynch, fu il primo a chiedere un boicottaggio ufficiale del film di Tarantino, affermando: «Con circa un milione di ufficiali di polizia nel Paese, che hanno famiglia e amici che li supportano, l'impatto economico che la polizia può avere su un prodotto di consumo è notevole. Il boicottaggio delle forze dell'ordine nei confronti del film di Quentin Tarantino è una dimostrazione di questo potere economico».
Tuttavia la rivista Forbes rifiutò questa tesi, scrivendo in un articolo che "nessun boicottaggio da parte della polizia contro Quentin Tarantino può aver causato l'insuccesso al botteghino di The Hateful Eight". L'autore dell'articolo fece notare come il film, sebbene non potesse essere considerato un successo commerciale al livello degli ultimi film di Tarantino, non poteva essere definito un "flop" e che nessun boicottaggio aveva avuto effetti negativi sulle vendite dei biglietti al cinema.

### Questione razziale
Interrogato circa il ripetuto uso del termine "nigger" (traducibile in "negro" nel senso negativo e dispregiativo della lingua italiana) nella pellicola, nonostante sia sempre stato la norma nei film del regista e il film sia ambientato nell'America ottocentesca, Tarantino disse alla rivista GQ che la questione razziale era parte integrante del processo creativo e imprescindibile per la riuscita dell'opera. Il regista dichiarò di aver scritto The Hateful Eight come un riflesso della travagliata storia razziale dell'America, con la netta divisione del paese in Nord e Sud, e come una sorta di riflessione sui pericoli della "giustizia di frontiera".
A.O. Scott del New York Times osservò quanto il film rifiutasse la tradizionale e ipocrita abitudine presente nei film western di ignorare la storia razziale degli Stati Uniti, ma aggiunse che Tarantino aveva affrontato tale discorso delicato in maniera "maldestra e sconsiderata". Alcuni critici suggerirono che il punto cruciale della morale del film su argomenti, quali la razza, il razzismo e la violenza, si situi nel discorso di Warren quando racconta dello stupro e dell'esecuzione del figlio del Generale Smithers.

### Accuse di misoginia
Parte della critica ha espresso una bizzarra perplessità circa il modo brutale con il quale viene trattato il personaggio malvagio e sadico di Daisy Domergue, soggetta a ripetuti abusi verbali e fisici, e infine impiccata in una sequenza definita, secondo Matt Zoller Seitz del sito RogerEbert.com, "indulgere sulla lenta agonia e morte di Daisy con una fascinazione quasi pornografica". Laura Bogart definì il trattamento riservato a Daisy come un "tradimento" dei personaggi femminili positivi dei precedenti film di Tarantino quali Kill Bill. A.O. Scott percepì il film "trasformarsi da un'analisi dei conflitti razziali in un'orgia di misoginia legittimata".
Al contrario Sophie Besl di Bitch Flicks affermò che Daisy non riceve nessun trattamento di favore per il solo fatto di essere una donna, non è mai ridotta a mero oggetto sessuale ed è consapevole delle proprie azioni (incluso l'omicidio del suo carceriere). Difese inoltre la scena del linciaggio come normale nella tradizionale brutta fine riservata ai cattivi nei film, dove solitamente alla fine essi "hanno ciò che si sono meritati", e che scene analoghe riservate ad attori maschi nei precedenti film di Tarantino non avevano sollevato obiezioni o proteste. Scrivendo per Bust, Courtney Bissonette lodò l'abilità di Tarantino nel tratteggiare personaggi femminili, e circa il trattamento riservato a Daisy dichiarò: «Questa si chiama uguaglianza, parità dei diritti, ed è molto più femminista pensare che un criminale debba essere punito nella stessa maniera per le sue azioni senza distinzione di sesso. Non la trattano come una principessa delle fiabe solo perché è una donna, la trattano come l'assassina che è».
Da parte sua, Tarantino disse che la violenza nei confronti di Daisy era stata concepita proprio per essere volutamente scioccante in quanto egli voleva vedere la reazione del pubblico in rapporto al personaggio nello svolgimento della storia. Aggiunse inoltre: «La violenza incombe sopra ognuno di questi personaggi, e quindi non mi fermai a pensare che siccome uno di essi era una donna, dovevo trattarlo in maniera diversa. Non mi sembrava giusto e non intendevo farlo». Contemporaneamente, però Tarantino affermò anche di non considerare uguali tutti i personaggi, in quanto Daisy viene vista come un personaggio cattivo in assoluto, a causa del suo razzismo e del suo passato criminale, e ciò giustificherebbe il suo linciaggio finale. Walton Goggins descrisse la cruenta impiccagione della donna come una sorta di metafora della sconfitta del razzismo, una mossa atta a cancellarlo dalla storia, e quindi eticamente accettabile: «La vedo come una scena edificante, piena di speranza, e un grosso passo in avanti nella direzione giusta, come una celebrazione, un cambiamento nel corpo e nell'anima».

## Riconoscimenti
- 2016 - Premio Oscar
  - Miglior colonna sonora a Ennio Morricone
  - Candidatura come migliore attrice non protagonista a Jennifer Jason Leigh
  - Candidatura come migliore fotografia a Robert Richardson

- 2016 - Golden Globe
  - Miglior colonna sonora a Ennio Morricone
  - Candidatura come migliore attrice non protagonista a Jennifer Jason Leigh
  - Candidatura come migliore sceneggiatura a Quentin Tarantino

- 2016 - British Academy Film Awards
  - Miglior colonna sonora a Ennio Morricone
  - Miglior cast
  - Candidatura come migliore attrice non protagonista a Jennifer Jason Leigh
  - Candidatura come migliore sceneggiatura originale a Quentin Tarantino

- 2016 - Critics' Choice Movie Award
  - Migliore colonna sonora a Ennio Morricone
  - Candidatura come miglior cast
  - Candidatura come migliore attrice non protagonista a Jennifer Jason Leigh
  - Candidatura come miglior sceneggiatura originale a Quentin Tarantino
  - Candidatura come migliore fotografia a Robert Richardson
  - Candidatura come miglior trucco

- 2015 - National Board of Review Awards
  - Migliori dieci film
  - Migliore attrice non protagonista a Jennifer Jason Leigh
  - Migliore sceneggiatura originale a Quentin Tarantino